# DressID

Logo des Projekts DressID

DressID. Clothing and Identities – New Perspectives on Textiles in the Roman Empire war ein von der EU-Kommission gefördertes multinationales und interdisziplinäres Projekt zur Erforschung von Kleidung als Identitätsträger im Römischen Reich. Das Projekt lief von 2007 bis 2012.

## Inhalt
Dass das Erscheinungsbild bereits in römischer Zeit als unmittelbares Ausdrucksmittel von Persönlichkeit und Identität gedient hat, ist zwar durch antike Schriftquellen belegt, wie es sich jedoch konkret im Gewandschnitt oder der Gewebequalität ausgewirkt hat, wurde bei DressID erforscht. Als Hinweise dienten die Auswahl bestimmter Gewandtypen und -formen, Stofffülle, Materialien und Färbemittel. Sie lassen erkennen, ob eine Person zur gesellschaftlichen Oberschicht gehörte, ob sie repräsentative Tätigkeiten wahrnahm oder körperlich arbeitete. Kleidung kann somit als Marker für religiöse, ethnische, geschlechtsspezifische, berufsbedingte und andere Identitäten einer Person und als Hinweis auf den Grad der Romanisierung einer Region und ihrer Einwohner gewertet werden.
DressID widmet sich der Analyse und Interpretation von Kleidung anhand von textilen Originalfunden, aber auch auf der Basis von Bild- und Schriftquellen. Die Ergebnisse der Einzeluntersuchungen werden von DressID zusammengezogen, wodurch lokale, regionale und überregionale Tendenzen im Bereich der Kleidung im Römischen Reich feststellbar sind.

## Geschichte und Organisation
2005 und 2006 wurden in den Reiss-Engelhorn-Museen Mannheim drei Symposien zu römischen Textilien abgehalten. Bei diesen Tagungen zeigte sich das Bedürfnis der Textilexperten nach einem internationalen und interdisziplinären Netzwerk und einem Forum. Michael Tellenbach beantragte das Projekt bei der EU-Kommission im Rahmenprogramm Kultur, das zum 1. Oktober 2007 bewilligt wurde. DressID wurde in der Folge von der Curt-Engelhorn-Stiftung für die Reiss-Engelhorn-Museen geleitet. Dem Projektkoordinator assistierten eine Projektmanagerin und eine Finanzverwalterin. Weiterhin waren Forschungseinrichtungen und universitäre Institute aus sechs europäischen Ländern beteiligt, die als Co-Organisatoren der Forschungsaktivitäten in ihren jeweiligen Ländern fungierten.
Der Gesamtetat wurde zu 50 % von den teilnehmenden Institutionen und zu 50 % vom Kulturprogramm der Europäischen Union aufgewendet.
Am Projekt beteiligt waren Textilwissenschaftler, Archäologen, Papyrologen, Althistoriker, Kunsthistoriker, Restauratoren, Zoologen, Archäobotaniker, Physiker, Chemiker und andere Wissenschaftler aus verschiedenen Nationen, die in elf Arbeitsgruppen organisiert waren. Neben den Arbeitsgruppentreffen gab es in regelmäßigen Abständen Generaltreffen.
Durch die Zusammenarbeit von Forschungsinstitutionen aus Ländern mit verschiedenen Forschungstraditionen sollte der EU-Gedanke gefördert werden. Die Kommunikation fand in englischer Sprache statt, wobei jedoch Arbeitsgruppensitzungen und Publikationen auch in anderen Sprachen geschehen. Die Forschungsergebnisse wurden in Fachblättern, Kongressakten und Monographien sowie 2013 in einer Ausstellung in Mannheim veröffentlicht.

## Projektstruktur und inhaltliche Zusammenarbeit
DressID wollte eine Forschungslücke in der nur von wenigen Experten betriebenen archäologischen Textilforschung schließen und durch die europaweite Zusammenarbeit von individuell arbeitenden Wissenschaftlern und Institutionen zugleich neue Standards in der Textilforschung schaffen. Von der Kooperation und Vernetzung von verschiedenen Forschungsrichtungen erhoffte sich DressID dabei neue Erkenntnisse.
Um die unterschiedlichen Forschungsansätze aus Geistes- und Naturwissenschaften zu kanalisieren, arbeitete DressID in elf Arbeitsgruppen, die das Selbstverständnis antiker Menschen im Römischen Reich in Bezug auf Dress-Codes erforschten.
Die beiden methodischen und inhaltlichen Schwerpunkte lagen dabei auf
- Grundlagenforschung (zu den Themen Bekleidungselemente, Material und Technik, Faserqualität, Farbe und Datierung und Experimentelle Archäologie) und
- Kontextforschung, die sich aus den schriftlichen und bildlichen Hinterlassenschaften ergab.

Die Arbeitsgruppen setzten sich hierbei mit der Selbstdarstellung des Individuums im gesellschaftlichen Kontext des römischen Weltreichs auseinander, mit der Beziehung von Rom zu den Provinzen, der Darstellung des jeweils spezifisch gekleideten Menschen im Kontext von Geschlecht, sozialem Status, Beruf und Alter, im Kult und im privaten und öffentlichen Raum, zudem mit Fragen zu Handel und Produktion von Kleidung.
Struktur der Arbeitsgruppen:
| Grundlagenforschung        | Kontextforschung          |
| 1. Elements of Dress       | A. Self and Society       |
| 2. Material and Technique  | B. Rome and the Provinces |
| 3. Quality                 | C. Gender and Age         |
| 4. Colour and Dating       | D. Dress and Religion     |
| 5. Exhibition              | E. Production and Trade   |
| 6. Experimental Archeology |                           |

## Beteiligte Forschungseinrichtungen
Neben der das Projekt leitenden Institution waren übergeordnete Forschungsinstitutionen in sechs weiteren europäischen Ländern beteiligt, die so genannten Co-Organisatoren. Diese koordinierten und verwalteten die Aktivitäten weiterer Forschungsinstitutionen und Wissenschaftler auf Länderebene.

### Projektleitung
Reiss-Engelhorn-Museen, Mannheim

### Co-Organisatoren
- Das „Royal Institute for Cultural Heritage (KIK-IRPA)“ in Brüssel
- das „Centre for Textile Research (CTR)“ der Universität Kopenhagen
- die Universität Kreta (Rethymnon)
- die Universität Sheffield
- die Universität Valencia
- das Naturhistorische Museum Wien

### Projektpartner innerhalb Deutschlands
In Deutschland waren folgende Projektpartner an die Reiss-Engelhorn-Museen angebunden:
- Das Deutsche Archäologische Institut in Berlin
- das Archäologische Institut der FU Berlin
- die Institute für Christliche Archäologie und Alte Geschichte der Universität Bonn
- das Institut für Alte Geschichte an der Leibniz Universität Hannover
- der Fachbereich Restaurierung und Konservierung von Schriftgut, Grafik und Buchmalerei der Fachhochschule Köln
- der Fachbereich Restaurierung von Textilien und archäologischen Fasern und das Zentrum zur Erforschung antiker und mittelalterlicher Textilien des Instituts für Restaurierungs- und Konservierungswissenschaft der Fachhochschule Köln
- das Curt-Engelhorn-Zentrum Archäometrie (CEZA) Mannheim, An-Institut der Universität Tübingen
- das Institut für Alte Geschichte an der Philipps-Universität Marburg